# Gorky Zero: Fabryka niewolników
Gorky Zero: Fabryka niewolników – gra komputerowa z gatunku skradanek, stworzona w 2003 roku przez Metropolis Software. Gra fabularnie jest prequelem Gorky 17, jej głównym bohaterem jest Cole Sullivan, znany z poprzedniej gry. Na zachodzie gra została wydana jako Gorky Zero: Beyond Honor.

## Fabuła
Historię do gry napisał Rafał Ziemkiewicz, osadzona jest kilka lat przed wydarzeniami z Gorky 17, i dzieje się na Ukrainie pod koniec XX wieku. Główny bohater został wysłany, by zbadać tajne laboratorium zajmujące się badaniami nad zombifikacją ludzi.

## Rozgrywka
Gra jest skradanką, gdzie od otwartej wymiany ognia ważniejsze jest skradanie się i ciche likwidowanie kolejnych przeciwników. Gra ma 2 widoki – z góry, pozwalający eksplorować pole gry, oraz zza pleców bohatera, umożliwiający np. przycelowanie z broni. Komandos ma kilka dostępnych broni, takich jak nóż, pistolet, pistolet maszynowy, karabin snajperski czy strzelba.